# Isoetes hemivelata
Isoetes hemivelata är en kärlväxtart som beskrevs av R.L.Small och Hickey. Isoetes hemivelata ingår i släktet braxengräs, och familjen Isoetaceae. Inga underarter finns listade i Catalogue of Life.